# Stan Sakai
Stan Sakai (jap. スタン坂井 Sutan Sakai; ur. 25 maja 1953) – Amerykanin pochodzenia japońskiego, twórca komiksów (m.in. Usagi Yojimbo), wielokrotny laureat Nagrody Eisnera.

## Życiorys
Urodził się w Kioto. Dorastał na Hawajach, gdzie studiował sztuki piękne na Uniwersytecie Hawajskim. Później ukończył Szkołę Sztuki i Wzornictwa w Pasadenie, w Kalifornii, gdzie obecnie mieszka wraz z żoną Sharon.
Karierę rozpoczął od uzupełniania tekstów w komiksach o Groo Wędrowcy Sergio Aragonésa i Marka Evaniera. Sławę przyniósł mu cykl komiksów Usagi Yojimbo, epicka saga o Miyamoto Usagim, króliku-samuraju, której akcja toczy się w siedemnastowiecznej Japonii. Pierwsze odcinki serii wydano w 1984 roku, zaś do dziś powstało 28 tomów (wszystkie przetłumaczono na język polski). Stan Sakai swoje komiksy tworzy samodzielnie (wyjątkiem są wydania okolicznościowe niektórych tomów, pokolorowane przez Toma Lutha, a także gościnny udział Sergio Aragonésa, który był autorem scenariusza opowiadania "Duch generała" w tomie 7. "Gen" oraz autorem obrysu tuszem w rozdziale "Powrót na równinę Adachi", w tomie 11. "Pory roku").
Ulubionym filmem Stana Sakai jest Satomi Hakkenden z 1959 roku.